# John Van Antwerp Fine Jr.
John V. A. Fine Jr., né le 9 septembre 1939, à Williamstown, dans l'État du Massachusetts, est un historien américain des États-Unis, et un auteur. Professeur d'histoire byzantine et des Balkans à l'université du Michigan, il a écrit plusieurs ouvrages sur le sujet.

## Jeunesse et éducation
Né en 1939, il grandit à Princeton dans le New Jersey. Son père, John Van Anvers Fine, Sr (1903-87), est professeur d'histoire grecque au département des humanités de l'université de Princeton ; sa mère, Elizabeth Bunting Fine, a enseigné le latin et le grec à la Miss Fine’s School (en).

## Œuvres
- (en) John V.A. Fine, The Bosnian Church: Its Place in State and Society from the Thirteenth to the Fifteenth Century, Saqi Books, 1er juillet 2007 (1re éd. 1975) (ISBN 978-0-86356-503-8 et 0-86356-503-4, lire en ligne)« Originally published by l'université du Michigan sous le titre The Bosnian Church: A New Interpretation: A Study of the Bosnian Church and Its Place in State and Society from the 13th to the 15th Centuries (ISBN 0-914-71003-6) »
- (en) John Van Antwerp Jr. Fine, The early medieval Balkans : a critical survey from the sixth to the late twelfth century, Ann Arbor (Michigan), University of Michigan Press, 31 mars 1991 (1re éd. 1983), 336 p. (ISBN 0-472-08149-7, lire en ligne)
- (en) John Van Antwerp Jr. Fine, The Late Medieval Balkans: A Critical Survey from the Late Twelfth Century to the Ottoman Conquest, Ann Arbor (Michigan), University of Michigan Press, 1994 (1re éd. 1987) (ISBN 0-472-08260-4, lire en ligne)
- (en) Robert J. Donia et John Van Antwerp Jr. Fine, Bosnia and Hercegovina : A Tradition Betrayed, New York, Columbia University Press, 15 avril 1995, 318 p. (ISBN 0-231-10161-9, lire en ligne)« Originally published on 29 September 1994 by C Hurst & Co Publishers Ltd with the title Bosnia-Hercegovina: Tradition Betrayed (ISBN 1-850-65211-2) »
- (en) John Van Antwerp Jr. Fine, When ethnicity did not matter in the Balkans : a study of identity in pre-nationalist Croatia, Dalmatia, and Slavonia in the medieval and early-modern periods, Ann Arbor (Michigan), University of Michigan Press, 2005, 652 p. (ISBN 0-472-11414-X, lire en ligne)
- (en) « The Slavic Saint Jerome: An Entertainment », Harvard Ukrainian Studies (en), vol. 22,‎ 1998, p. 101–112 (lire en ligne, consulté le 4 août 2017) Included in (en) Cultures and Nations of Central and Eastern Europe : Essays in Honor of Roman Szporluk, Cambridge (Mass.), Ukrainian Research Institute, université Harvard, 28 février 2001, 101–112 p. (ISBN 0-916458-93-8)